# Oltrepò Pavese
L'Oltrepò Pavese è un'area geografica con superficie pari a circa 1097 km² e una popolazione di 146 579 abitanti, che deve il suo nome al fatto di essere uno dei due territori appartenenti alla regione Lombardia che si trovano a sud del fiume Po (l'altro è l'Oltrepò mantovano, nella provincia omonima). Situato in pieno Appennino Settentrionale, in un territorio geograficamente, morfologicamente e linguisticamente affine a quello appartenente all'Emilia, confina con la provincia di Piacenza (Emilia-Romagna) ad est e con il Tortonese, in provincia di Alessandria (Piemonte), ad ovest, mentre nella parte più meridionale, percorrendo per pochi chilometri l'Alessandrino o il Piacentino, si trova il confine con la città metropolitana di Genova (Liguria). Interamente compreso nella provincia di Pavia, il suo centro principale è Voghera; altri centri importanti sono Broni, Casteggio, Rivanazzano Terme, Stradella e Varzi.

## Geografia
Ha forma triangolare; un lato è costituito dal corso del Po, il vertice opposto, verso sud, dalla massima elevazione della provincia di Pavia, il monte Lesima (1724 m). Il territorio è costituito da una parte pianeggiante, seguita verso sud da un'ampia zona collinare e infine, nel vertice meridionale, da una zona montuosa (Appennino ligure). Le massime elevazioni, oltre al citato monte Lésima, sono il monte Chiappo (1700 m), il monte Garavé (1 549 m), la cima Colletta (1494 m) ed il monte Penice (1460 m).
La sua struttura è condizionata dalla valle principale, la valle Staffora che forma il confine occidentale, dall'alta val Tidone, che scorre principalmente nel Piacentino formando il confine orientale, e da un complesso reticolo di piccole vallette e rilievi collinari che si trovano tra le due valli principali.
Il suo principale corso d'acqua è la Staffora, gli altri torrenti sono l'Ardivestra, la Versa e la parte alta del Tidone con una parte del lago di Trebecco.
Nella parte più meridionale, dopo il passo del Brallo, nel comune di Brallo di Pregola, il confine con la regione Emilia-Romagna è segnato dal fiume Trebbia.
Fino al 1923, anno in cui il Circondario di Bobbio fu separato dalla provincia di Pavia, l'Oltrepo Pavese (e di conseguenza la Lombardia) confinava direttamente con la Liguria.

### Territorio

#### Monti

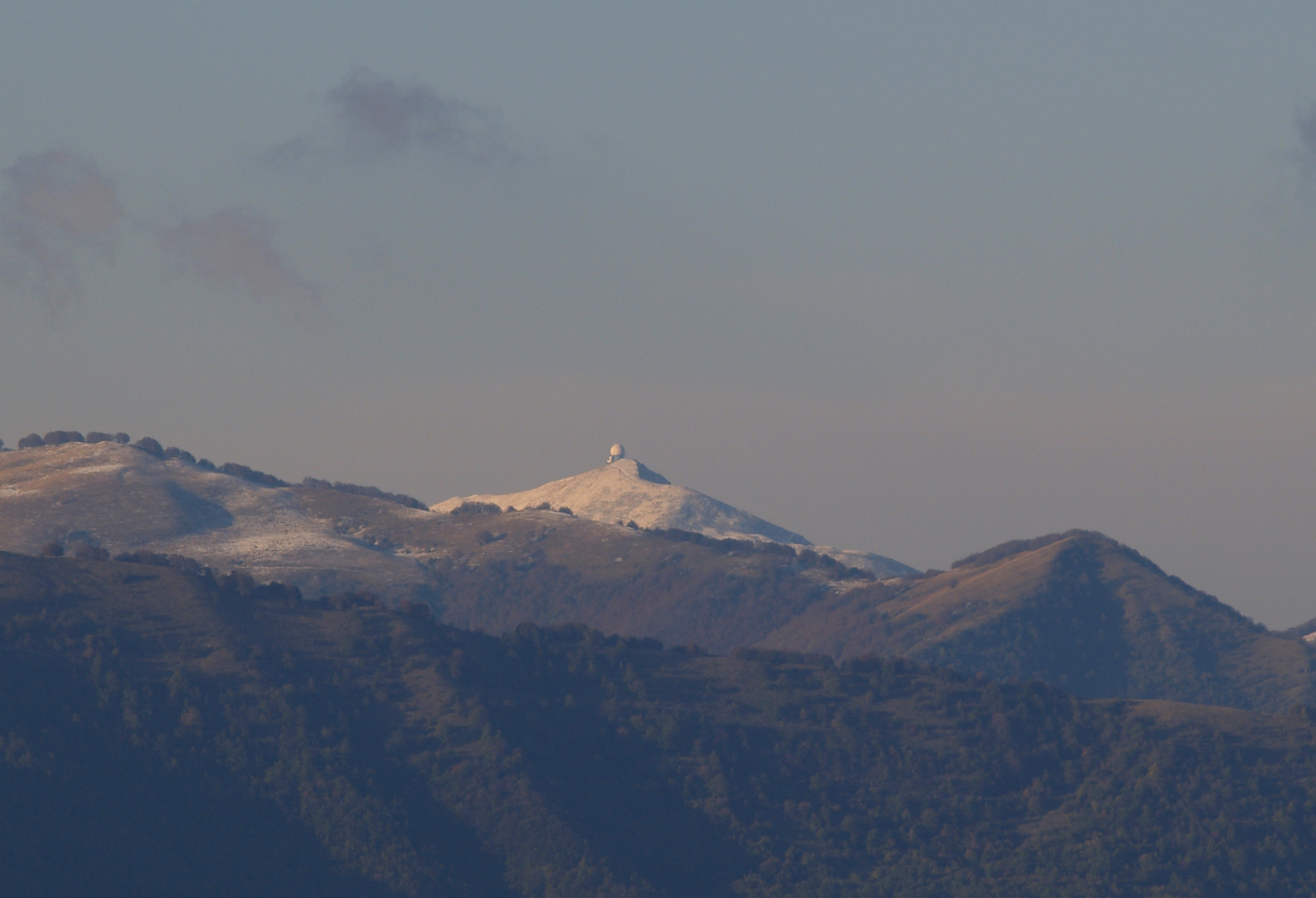
Il monte Lesima, il rilievo più alto dell'Oltrepò Pavese e della provincia di Pavia

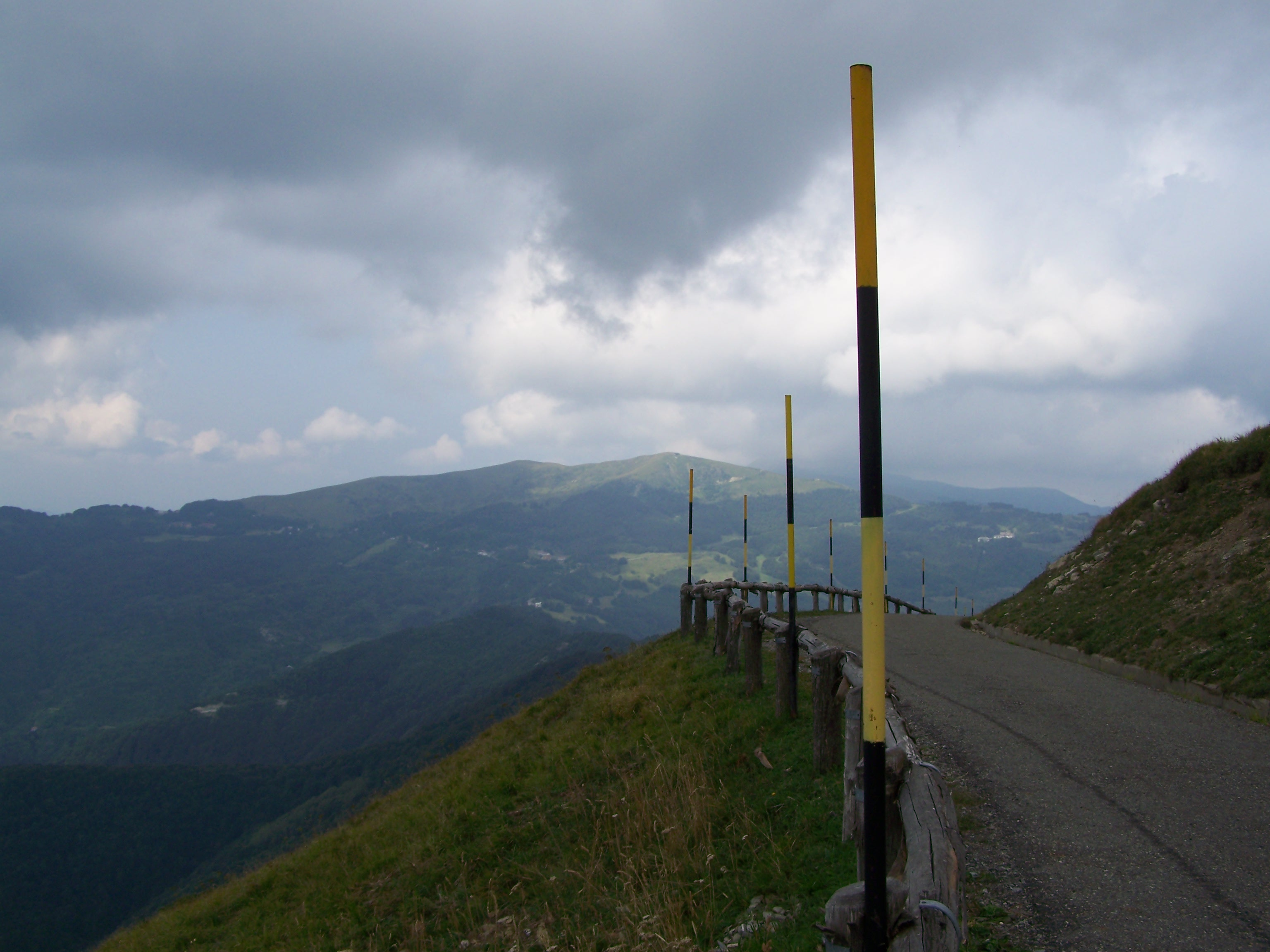
Monte Chiappo

| Denominazione         | Altezza (m) | Luogo                                     |
| --------------------- | ----------- | ----------------------------------------- |
| Monte Lesima          | 1 724 m     | Val Trebbia                               |
| Monte Chiappo         | 1 700 m     | Gruppo del Monte Antola                   |
| Monte Garavé          | 1 549 m     | Valle Staffora                            |
| Cima Colletta         | 1 493 m     | Valle Staffora                            |
| Monte Bogleglio       | 1 492 m     | Valle Staffora                            |
| Monte Penice          | 1 460 m     | Valle Staffora - Val Tidone - Val Trebbia |
| Monte Alpe            | 1 253 m     | Val Tidone - Valle Staffora               |
| Cima di Valle Scura   | 1 228 m     | Valle Staffora                            |
| Monte Calenzone       | 1 150 m     | Valle Staffora                            |
| Cima delle Scalette   | 1 177 m     | Val Trebbia                               |
| Monte Pietra di Corvo | 1 078 m     | Val Tidone                                |

#### Passi e valichi

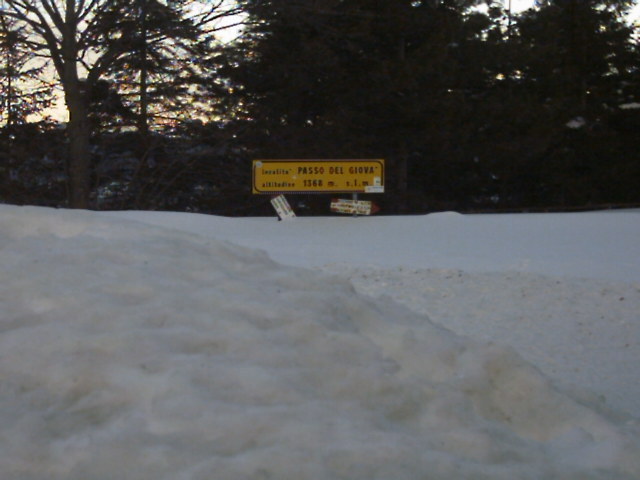
Passo del Giovà

| Denominazione         | Altezza (m) | Collegamento                              |
| --------------------- | ----------- | ----------------------------------------- |
| Passo del Giovà       | 1 368 m     | Santa Margherita di Staffora - Zerba (PC) |
| Passo del Penice      | 1 146 m     | Varzi - Bobbio (PC)                       |
| Passo del Brallo      | 951 m       | Valle Staffora - Val Trebbia              |
| Passo del Carmine     | 600 m       | Ruino - Zavattarello                      |
| Passo della Scaparina | 1 108 m     | Valle Staffora - Val Trebbia              |

### Idrografia

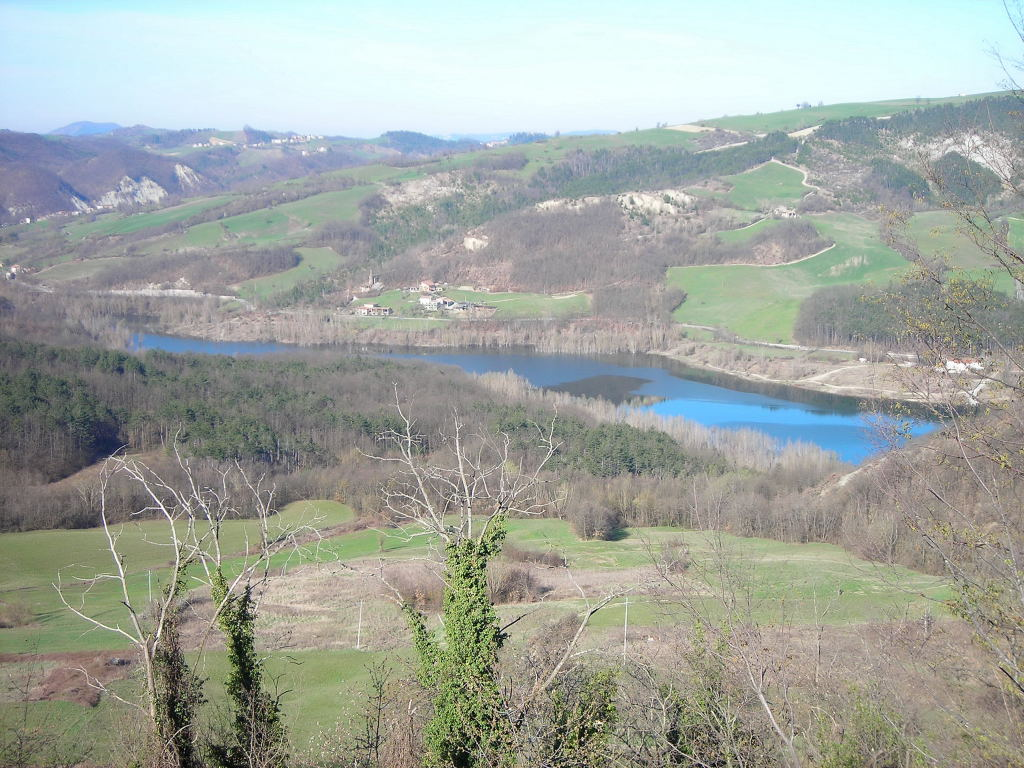
Il lago di Trebecco, bacino artificiale formato dal Tidone, al confine tra Oltrepò e Emilia-Romagna

#### Fiumi e Torrenti

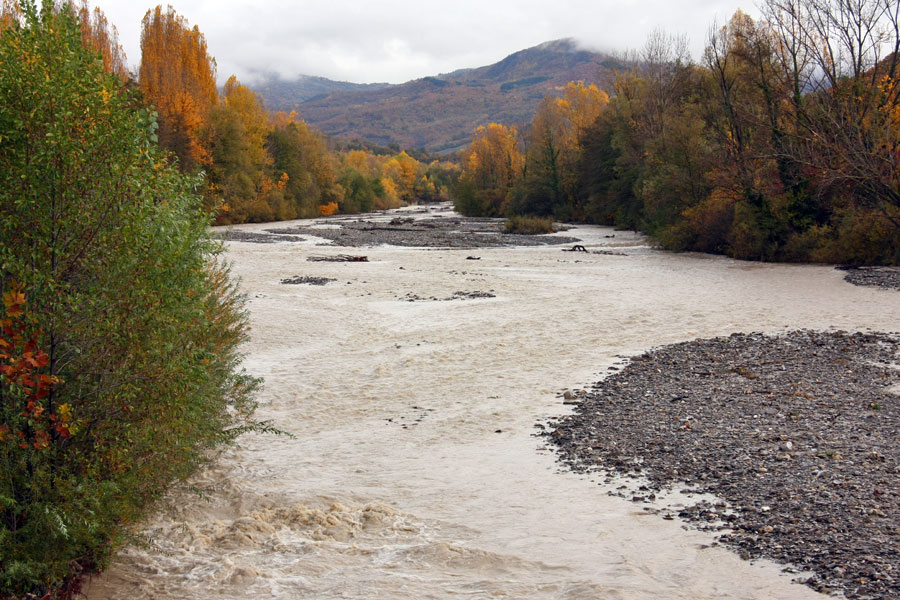
Torrente Staffora

| Denominazione | Altitudine della sorgente |
| ------------- | ------------------------- |
| Po            | 2 020 m                   |
| Staffora      | 1 368 m                   |
| Tidone        | 1 146 m                   |
| Trebbia       | 800 m                     |
| Versiggia     | 600 m                     |
| Ardivestra    | 600 m                     |
| Coppa         | 500 m                     |
| Scuropasso    | 490 m                     |
| Versa         | 559 m                     |

#### Laghi
| Nome lago        | Altitudine invaso | Comuni interessati                            | Zona geografica                 |
| ---------------- | ----------------- | --------------------------------------------- | ------------------------------- |
| Lago di Trebecco | 370 m s.l.m.      | Zavattarello Colli Verdi Alta Val Tidone (PC) | Comunità Montana Oltrepò Pavese |

## Storia
L'Oltrepò Pavese nacque ufficialmente nel 1164, quando l'Imperatore Federico I concesse alla città di Pavia il diritto di nominare i consoli nelle località che costituiscono, grosso modo, l'attuale provincia di Pavia. Questo atto seguì peraltro a un periodo in cui l'ingerenza pavese nelle terre a sud del Po si era andata intensificando: almeno già dall'VIII secolo alcune comunità dell'Oltrepò, quali Arena Po, Montù Beccaria, Montalto Pavese, Mornico Losana e Portalbera erano entrate a far parte del comitato di Pavia, allora capitale del regno longobardo. Inoltre, tra l'VIII e il XI secolo, diversi importanti enti ecclesiastici pavesi di fondazione regia, quali i monasteri di San Pietro in Ciel d'Oro, Santa Maria Teodote e San Felice, ampliarono i loro possessi in Oltrepò, favorendo così espansionismo pavese. D'altra parte il riconoscimento imperiale del 1164 non esimeva il comune di Pavia da una lunga lotta contro le città di Tortona e Piacenza, già dominatrici del territorio, e nemiche di Pavia a causa della diversa collocazione politica (esse guelfe, Pavia ghibellina). Per il controllo sull'Oltrepò il comune di Pavia dovette sostenere numerosi scontri armati contro Milano e i comuni vicini, come nel 1213, quando, con la battaglia di Casei Gerola, i pavesi riuscirono a sconfiggere una vasta coalizione guelfa capitanata da Milano.
Prima del 1164 infatti l'Oltrepò Pavese non esisteva come unità politica o amministrativa. In epoca romana gli unici due centri non oscuri del territorio, Iria e Clastidium, appartenevano alle aree di influenza di due città vicine, Tortona e Piacenza appunto, situate rispettivamente nelle regioni romane Liguria e Aemilia. Buona parte del territorio fu sottoposta, ecclesiasticamente, ai monaci dell'abbazia di San Colombano di Bobbio. A partire dal 1014, Bobbio divenne sede vescovile e la sua diocesi inglobò anche i territori meridionali dell'Oltrepo, mentre la fascia settentrionale dell'oltrepò, da Verrua Po a Parpanese, includendo Bastida Pancarana, Castelletto Po, Arena Po, Stradella, Bosnasco, Campospinoso, Albaredo Arnaboldi e Portalbera, e alcune aree di colina, come Rovescala, Staghiglione e Torre del Monte, entrarono nella diocesi di Pavia. Durante questi secoli ci furono anche profondi cambiamenti nel paesaggio agrario oltrepadano: la viticultura, conservata sul territorio da parte dei monaci di San Colombano durante l'alto medioevo, per impulso dei grandi monasteri pavesi conobbe particolare sviluppo soprattutto nella prima fascia collinare. Alcuni enti ecclesiastici, come il monastero di San Pietro in Ciel d'Oro, che almeno dal 974 possedeva vigneti e torchi presso San Damiano al Colle, estesero la cultura della vite nell'area, producendo vini che, grazie al Po e al Ticino, venivano poi trasportati a Pavia, dove la parte non assorbita dal consumo dei monaci era destinata al commercio.

Lo stemma del Principato di Pavia di cui l'Oltrepò fu parte fino al 1744

Dopo la suddivisione fra il IX e X secolo con la formazione della grande Marca Obertenga, avvenne il passaggio alle feudalità laiche e dopo il mille si formarono una miriade di feudi imperiali, fra i quali il grande marchesato dei Malaspina formatosi per infeudamento imperiale da parte dell'imperatore Federico Barbarossa nel 1164. Altri feudi erano di pertinenza dei vescovi di Tortona e Pavia. Nel 1359 cadde insieme con Pavia sotto la dominazione dei Visconti di Milano, cui seguirono gli Sforza, famiglie che dominarono anche il confinante Piacentino e Tortonese. Nel 1499 il territorio pavese, comprendente l'Oltrepò, ebbe la qualifica di Principato di Pavia.
Sotto gli Sforza l'Oltrepò era governato da un Capitano con sede a Casteggio. Il territorio comprendeva un certo numero di podesterie, nei borghi e villaggi principali; il numero dei Comuni era grandissimo, poiché erano comuni talvolta anche minuscole cascine. Agli antichi signori locali che la città di Pavia aveva confermato nei loro possessi si erano affiancati nuovi feudatari pavesi, e infine quelli nominati dai duchi di Milano. Alla metà del XV secolo l'intero territorio dell'Oltrepò era diviso in feudi, e questa situazione non mutò fino al XVIII secolo. Bisogna comunque distinguere i piccoli feudi (detti camerali) dell'Oltrepò propriamente detto (l'originario dominio pavese), dotati di scarsa autonomia fiscale e giurisdizionale, dai grandi feudi dell'alta collina e della montagna, assoggettati dai duchi di Milano e aggregati all'Oltrepò, ma ancora dotati di larga autonomia.
Questi ultimi erano detti terre diverse, o giurisdizioni separate; avevano ognuno una sorta di statuto speciale e vari privilegi. I principali erano i marchesati di Fortunago, Godiasco, Varzi e Pregola, nati (salvo il primo) dalla disgregazione del marchesato dei Malaspina, cui in gran parte ancora appartenevano; molto importante anche il feudo di Bobbio, Voghera e Val Tidone, appartenente ai Dal Verme. I feudi malaspiniani e vermeschi costituirono le cosiddette "Giurisdizioni separate" che, trattandosi di feudi immediati imperiali, godettero di piena indipendenza fino all'abolizione dei feudi imperiali nel 1797.
Insieme con lo Stato di Milano l'Oltrepò passò nel 1535 alla Spagna e nel 1713 all'Austria; nel 1743, col trattato di Worms tra l'Austria e i Savoia, fu separato dal Principato di Pavia e unito al Piemonte. Sotto i Savoia l'Oltrepò conobbe una grande fioritura e venne suddiviso in due province: una con capoluogo Voghera, il centro che era divenuto ormai il principale della zona e che in precedenza aveva a lungo e inutilmente cercato di affrancarsi dal dominio pavese; a sud il territorio fece parte della provincia di Bobbio fino all'unità d'Italia.
Nel 1770 Voghera fu affrancata dal feudalesimo ed elevata a Città regia; il peso dei feudatari fu comunque ridotto ovunque a una funzione quasi solo simbolica. Ancora all'inizio dell'800 l'Oltrepò era diviso ecclesiasticamente tra le diocesi di Tortona, diocesi di Bobbio e diocesi di Piacenza, con poche sparse parrocchie dipendenti invece da Pavia. In epoca napoleonica l'Oltrepò, diviso nei due circondari di Voghera e Bobbio, fu unito prima al dipartimento di Marengo e poi a quello di Genova, appartenente all'Impero Francese. Ritornato ai Savoia nel 1814, rimase diviso in due province, Voghera e Bobbio; nel 1859, dopo l'annessione della Lombardia al Regno di Sardegna, le due piccole province ritornarono a Pavia, la cui Provincia ricalcava in gran parte l'antico Principato. Tuttavia nel 1923 il territorio di Bobbio, tra cui i comuni di Trebecco e Caminata, fu staccato da Pavia e unito a Piacenza e in piccola parte a Genova.

### La situazione feudale nel XVIII secolo
Con la progressiva cessione da parte dell'Austria dei territori delle Langhe da Tortona a Voghera e Bobbio tra il 1735 e il 1748, l'intera zona passò con i vari feudi imperiali dalla giurisdizione imperiale e del Senato milanese al governo dei Savoia che ne rivendicarono subito l'autonomia dalle pretese della camera di Milano. Gli antichi feudi imperiali, dapprima furono riuniti in un distretto denominato "Giurisdizioni separate" a cui venivano riconosciuti gli antichi privilegi e autonomie feudali, tali che per alcuni si perpetuarono forme di vera indipendenza fino al 1797. Successivamente il governo sabaudo riorganizzò il territorio in province (quella di Voghera nel 1743 e quella di Bobbio nel 1770) che portarono all'effettiva integrazione di questi territori con il Regno di Sardegna.
- Feudi indipendenti:
  - signoria di Bagnaria: indipendente dal 1408, fu concesso dal 1598 ai principi Doria che la governarono in semiautonomia fino al 1797 per poi passare ai cattolicissimi e legittimisti Biondi[6], nonostante le illegittime abolizioni napoleoniche;
  - signoria di Cecima e San Ponzo: feudo ecclesiastico dei vescovi di Pavia dal 943, ufficialmente indipendente dal 1533, pur inserito nella provincia di Voghera rimase autonomo fino al 1797 sotto il governo dei principi Sforza Cesarini Savelli, conti di S. Fiora;
  - marchesato di Montemarzino: feudo concesso dall'imperatore nel 1685 al ramo spagnolo degli Spinola, marchesi di Los Balbases, signori di Castelnoceto, Montebello, Barisonzo (1682) fino alla sua cessione ai Savoia nel 1753;
  - marchesati di Garbagna e Vargo: insieme a Grondona fecero parte dei "Sette feudi imperiali" concessi dall'imperatore Carlo V all'ammiraglio genovese Andrea Doria nel 1548 dopo che ne aveva spogliato i Fieschi. Benché posti sotto il protettorato sabaudo, rimasero indipendenti fino al 1797;
  - signoria del Vescovato: appartenente ai vescovi di Tortona, comprendeva i centri di Costa del Vescovo, Carezzano, Bavantore, S. Agata, Sardiglia, Savizzola, Stazzano, Spineto; nel 1784 è ceduta ai Savoia;
  - signoria ecclesiastica di Albera: abbazia res nullius di Vendersi, dipendente dalla Santa Sede;
  - marchesato di Grondona: Doria Landi (1568)
  - marchesati Cantalupo, Rocchetta, Roccaforte, Dernice, Montessoro, Pietrabissara, Isola del Cantone, Arquata Scrivia, Serravalle Scrivia, Cassano Spinola: Spinola di Luccoli
  - contea di Ottone (1540), Fabbrica (1651), Frassi (1695): Doria-Landi
  - marchesato di Orezzoli: Malaspina omonimi.
- Feudi autonomi o "Giurisdizioni separate" (sotto la sovranità sarda) appartenenti dal 1743 alla provincia di Voghera:
  - marchesato di Fortunago, Gravanago, Stefanago, Montepicco, San Eusebio, Rocca Susella, Staghiglione, Borgo Priolo, Borgoratto: ai Malaspina di Oramala
  - marchesato di Oramala: al ramo omonimo dei Malaspina
  - marchesato di Godiasco, Piumesana, Pozzol Groppo, Pianocozzo, Trebbiano, Montesegale, Pizzocorno, Monteforte; in condominio ai rami dei Malaspina di Oramala, di Valverde, di Sagliano, ai marchesi d'Adda, ai Ghislieri
  - marchesato di Valverde, Montefalcone, San Albano: al ramo omonimo dei Malaspina
  - marchesato di Sagliano: al ramo omonimo dei Malaspina
  - marchesato di Varzi: al ramo omonimo dei Malaspina, con una quota dei marchesi Frascaroli (1648)
  - marchesato di Pregola, Casone, Campi, Zerba, sotto il Groppo, Valformosa: al ramo omonimo dei Malaspina in condominio con i rami di Oramala, di Santa Margherita, di Orezzoli, degli Spinola Pallavicino di Cabella (1660) e di un quarto dei principi Centurione
  - marchesato di Santa Margherita, Menconico, Sala: al ramo omonimo dei Malaspina e a quelli diPregola
  - contea di Zavattarello, Trebecco, Ruino, Caminata: al ramo omonimo dei dal Verme fino al 1797
  - contea di Bobbio, Romagnese, Corte Brugnatella, Rocca d'Olgisio al ramo omonimo dei dal Verme fino alla costituzione della provincia di Bobbio (1770).
- Feudi imperiali sottoposti alla sovranità sarda dopo 1735:
  - contea di Montalto: conti Belcredi dal 1630
  - marchesato di Montebello: Spinola di Los Balbases
  - marchesato di Castelnoceto: Spinola di Los Balbases
  - marchesato di Volpedo: Malaspina di Orezzoli
  - marchesato di Gremiasco: principi Doria-Landi di Torriglia
  - marchesato di San Sebastiano al Curone: Doria-Landi
  - marchesato di Avolasca: Bussetti -1769
  - signoria di Montacuto, Giarolo: Doria-Landi,Spinola di Luccoli, Malaspina, Guidobono Cavalchini, Frascarolo.

### Via del sale
Attraverso la valle Staffora transitava una delle vie del sale, battuta un tempo da colonne di muli che trasportavano sacchi di sale. Percorrendo il fondo valle, il sale raggiungeva Genova risalendo il monte Bogleglio e seguendo il crinale fino al monte Antola per scendere a Torriglia.
Oggi la via del sale, perso il suo valore commerciale, è divenuta meta di escursioni e trekking, snodandosi in un ambiente di particolare interesse naturalistico.

## Economia

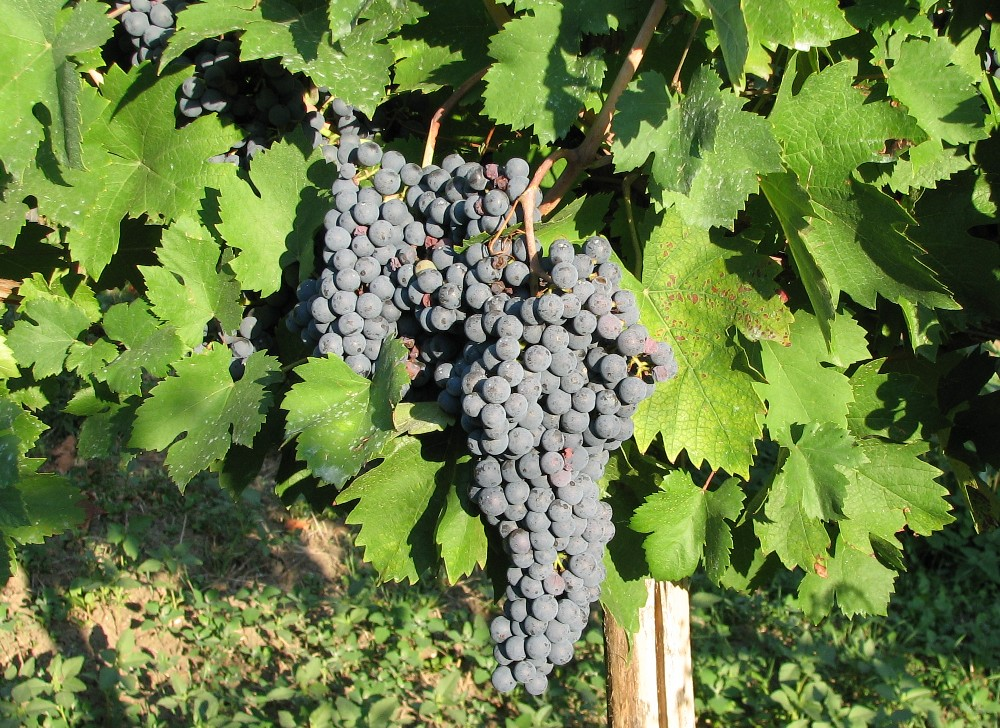
Grappoli d'uva nell'Oltrepò Pavese.

La viticoltura è una delle economie principali, vi sono infatti oltre 4000 Cantine.
L'Oltrepò Pavese è la terza regione al mondo per superficie di Pinot Nero coltivata (75% della produzione nazionale), che quindi rappresenta la principale varietà della denominazione insieme al Riesling Renano.
Nella fascia collinare (che, a differenza del resto della provincia di Pavia, è asciutta) si coltivano principalmente frumento, mais e barbabietola da zucchero.
Nella fascia montana, un territorio poco conosciuto, lavorano ancora piccoli produttori di formaggi, miele, salumi (uno su tutti il salame di Varzi) e frutta, produttori che hanno scelto di allevare animali autoctoni in via d'estinzione, con il loro operato lottano contro l'abbandono del territorio e contribuiscono al recupero dei terreni incolti, e ristoratori che utilizzano questi prodotti per riproporre i piatti tipici.

## Comunicazioni
L'Oltrepò Pavese è attraversato da grandi ed importanti vie di comunicazione, trovandosi tra i tre importanti capoluoghi di provincia di Pavia, Alessandria e Piacenza.
Il capoluogo, Voghera, dista 120 km da Torino, 40 km da Alessandria, 30 km da Pavia, 64 km da Piacenza, 64 km da Milano e 100 km da Genova.

### Ferrovie
- Ferrovia Alessandria-Piacenza: stazioni ferroviarie di Voghera, Casteggio, Santa Giuletta, Broni, Stradella e Arena Po.
- Ferrovia Milano-Genova: stazioni ferroviarie di Bressana Bottarone, Pizzale-Lungavilla e Voghera.
- Ferrovia Pavia-Stradella: stazioni ferroviarie di Bressana Bottarone, Bressana Argine, Pinarolo Po, Barbianello, Broni e Stradella.

Dal 1931 al 1966 fu in servizio la ferrovia Voghera-Varzi, gestita dalla Società per le Ferrovie Adriatico Appennino (FAA), che serviva molti comuni dell'Oltrepò Pavese.

### Autostrade e strade principali
- Autostrada A7 Milano-Genova, con il casello di Casei Gerola.
- Autostrada A21 Torino-Piacenza-Brescia, con i caselli di Voghera, Casteggio-Casatisma e Broni-Stradella.
- Strada statale 10 Padana Inferiore.
- Strada statale 35 dei Giovi.
- Strada statale 412 della Val Tidone.
- Strada statale 461 del Passo del Penice.
- Strada statale 617 Bronese.

### Aeroporti
- Aeroporto turistico di Voghera-Rivanazzano, nel territorio comunale di Rivanazzano.

## Cultura

### Musei
- Museo storico di Voghera "Giuseppe Beccari"[7]
- Museo di scienze naturali di Voghera, composto da quattro sezioni: Zoologia, Paleontologia, Mineralogia, Botanica
- Museo della fisarmonica di Stradella, ospita fisarmoniche antiche e gli strumenti di lavoro per costruirle. Mariano Dallapè, di origini trentine, doveva conoscere l'accordeon austriaco brevettato da Demien, partendo dall'organetto diatonico che produce suoni diversi sia spingendo sia tirando il mantice mentre la fisarmonica ne produce uno solo, sempre lo stesso. Egli creò nell'omonima fabbrica di Stradella una delle prime fisarmoniche. Dai lavoranti di Mariano Dallapè scaturirono altre fabbriche di fisarmoniche; le più note sono la Fias, la Lucchini e la Maga
- Civico museo naturalistico Ferruccio Lombardi di Stradella. Nato come Museo del Po, raccoglie reperti fossili di diverse ere geologiche raccolti dopo le piene del Po[8]
- Museo archeologico di Casteggio, con reperti risalenti all'epoca preromana e romana[9]
- Museo contadino a Casteggio con una raccolta di attrezzi agricoli del passato e strumenti di lavoro utilizzati dai contadini
- Museo dell'arte rurale e degli strumenti agricoli a Romagnese
- Museo del cavatappi a Montecalvo Versiggia
- Museo della bambola a Santa Giuletta[10]

## Luoghi di interesse

### I castelli
L'Oltrepo Pavese è anche terra di castelli, i quali ne riflettono la complessa e articolata storia feudale. Tra i principali castelli, molti di proprietà privata, elenchiamo alfabeticamente, in maniera non esaustiva:
Branduzzo. Complesso fortificato appartenente alla famiglia Botta, edificato nel XIV secolo. Consiste in una parte abitativa signorile, grandi scuderie, un ampio giardino, un porticato e vasti annessi agricoli, il tutto circondato da lunghe murature. Un trentennio di abbandono lo hanno ridotto in uno stato di completa decadenza.
Castana. Di antica origine medievale, il castello venne trasformato nel 1740 in residenza di campagna dai marchesi Pallavicino Trivulzio. L'edificio, in origine attorniato da un fossato, ha pianta irregolare, presenta una grande balconata panoramica e una corte interna a livello inferiore rispetto al palazzo principale. Restaurato a inizio del XXI secolo è proprietà privata.
Cecima. Il castello, citato già nell'anno 943, fu lungamente proprietà dei Vescovi di Pavia; rimangono resti delle mura e due piccole torri.
Cigognola. Dell'antico castello, la cui edificazione risale all'inizio del Duecento, rimane la svettante torre quadrata, dai merli ghibellini, anche se molto probabilmente risistemata e rivista nell'Ottocento, in epoca romantica. Appartenne ai Sannazzaro, ai Beccaria (dal 1406), a Giorgio Aicardi (1415), in seguito denominati Visconti Aicardi Scaramuzza, a Barbara d'Adda (nel Settecento), indi al figlio di lei Alberico Barbiano di Belgiojoso. Sotto Napoleone i beni vennero comprati dai Gazzaniga, da questi agli Arnaboldi Gazzaniga, quindi ai Brichetto Arnaboldi. Il castello è proprietà privata.
Montalto Pavese. Costruzione in pietra e mattoni a vista, caratterizzata da quattro torrioni, edificata nell'anno 1595, su ciò che rimaneva di una preesistente rocca medievale, da Filippo Belcredi a una altitudine di 466 s.l.m. Il castello è cinto da un vasto parco: da segnalare il giardino all'italiana e il giardino all'inglese. Montalto fu poi degli Strozzi sino al 1617, poi dei Taverna (sino al 1630), indi dei Belcredi sino al termine del Settecento. Dalla metà circa del secolo XIX appartiene ai conti Balduino, i quali provvidero a restaurarlo.
Montebello della Battaglia. L'attuale edificio appare come una villa barocca e risale al Seicento/Settecento, sulla sede di un probabile fortilizio medievale: è di dimensioni considerevoli, con un vasto parco annesso. Proprietà privata.
Montecalvo Versiggia. Il castello è nominato nelle cronache delle lotte di inizio Duecento tra l'imperatore Federico II alleato con Pavia, contro milanesi e piacentini. Probabilmente ne seguì un periodo di declino.
Già dal Duecento Montecalvo fu dei Beccaria, rimanendovi sino al Seicento. I Pietragrassa Berio Beccaria lo conserveranno in qualità di dimora di campagna e sede delle proprietà agricole, abitandolo dunque assai di rado. Il castello fu comprato a inizio del secolo XIX dai pisani Dossi, divenendo poi dei marchesi Brignole Sale di Genova, che lo alienarono nel 1879 a Carlo e Luigi Fiori. Dopo molti anni di in cui fu abbandonato, riassunse una funzione abitativa. È proprietà privata.
Montesegale. Rocca edificata dai Gamberana su di un'altura del paese: oggigiorno è un complesso di costruzioni e corti risalenti a differenti periodi. Proprietà privata.
Castello di Nazzano.
Costruito dai Malaspina intorno all'anno Mille, Il castello di Nazzano fu potenziato da Gian Galeazzo Visconti, che ne riconobbe immediatamente la strategica posizione, intorno al 1360.
Oramala. Celeberrimo, innalzato anteriormente al Mille, anche se la prima attestazione scritta è dell'anno 1029, fu dei potenti marchesi Malaspina, che ne fecero il fulcro di uno dei più importanti marchesati del nord Italia, e che quasi senza interruzione di continuità lo ebbero sino al termine del Settecento. Ciò che ne rimane è solo una parte del grande complesso (le mura presentano uno spessore di 2,4 metri). Nel 1986 ebbe inizio la lunga e complessa campagna di ricostruzione/restauro.
Pietra de' Giorgi. Il complesso del castello di Pietra de' Giorgi presenta all'interno del suo recinto la rocca (proprietà privata) e un palazzo attualmente sede del Comune. Il castello, risalente con probabilità all'anno 1012, fu proprietà dei Sannazzaro, e nel 1402 fu distrutto per opera dei Beccaria, i quali in seguito lo restaurarono. Il paese prese il nome di Pietra Beccaria. Franceschina Beccaria sposò il nobile Antonio Giorgi, portandogli in dote Pietra. Alla morte di questi nominò erede il nipote Pio Beccaria (da quel momento si chiamerà Pio Beccaria Giorgi). Da lì nacque la disputa ereditaria tra il Beccaria Giorgi e i conti Giorgi di Vistarino. La controversia venne sbrogliata con l'assegnazione della rocca a Pio Beccaria Giorgi e il palazzo (ora municipio), ubicato all'interno della recinzione del castello, ai Giorgi di Vistarino. Questo palazzo venne alienato dai conti Giorgi di Vistarino a Giuseppina Meardi Leidi nel 1864, e da quest'ultima venduto al comune nel 1877. La rocca di contro passò per eredità agli Eotwos, ai Dal Pozzo e ai Dosi.
Romagnese. Fu costruito dai Dal Verme tra il XIV e il XV secolo sulla sede di un precedente castello eretto nell'alto medioevo. Oggi è sede del municipio e ospita, nella torre, il Museo dell'arte rurale e degli strumenti agricoli.
Rovescala, fortilizio costruito intorno all'XI secolo.
Stefanago. Il castello, che sorge sulla cima di un colle, nel territorio di Borgo Priolo, venne riattato nel 1477, ma la torre monta al secolo XII: è sede di una azienda agricola.
Torre degli Alberi, Il castello è costituito da una alta e possente torre e una serie di edifici ad essa addossati molto modificati nel tempo. La torre, che rimane allo stato originario, ha base quadrata ed è priva di merlatura, alla sommità presenta una cordonatura retta da mensolette, realizzata in opera mista in pietra e laterizio.
Voghera. Il Castello Visconteo fu eretto tra il 1335 e il 1372, quando divenne residenza di Galeazzo Visconti. Col passaggio di Voghera sotto il controllo dei Savoia, l'edificio fu adibito a ufficio fiscale, sede della magistratura, intendenza, magazzino e, infine, carcere.
Zavattarello. Il castello, conteso tra Pavia e Piacenza, è citato in alcuni Diplomi del 971 e del 972 come proprietà dei Vescovi di Bobbio che lo infeudarono ai Landi, vincitori sugli Scotti (1264), e, quindi, al celebrato Jacopo Dal Verme di Verona (1385). Da allora fu proprietà del Casato (con le brevi interruzioni legate alle figure di Galeazzo Sanseverino e Bernardino della Corte) sino al 1975, quando i discendenti lo donarono al comune. La rocca, abbandonata dai Dal Verme durante la Seconda guerra mondiale, fu campo di scontri bellici e venne gravemente danneggiata da un incendio nel 1944. Il maniero venne restaurato a partire dal 1987. Attualmente è sede di un museo di arte contemporanea.

### Luoghi di Interesse naturalistico
- Riserva Naturale Monte Alpe, Menconico[25]
- Parco del Castello di Verde, Valverde[26]
- Parco Le Folaghe, Casei Gerola[27]
- Parco del Castello Dal Verme, Zavattarello
- Parco palustre, Lungavilla
- Giardino botanico alpino di Pietra Corva, Romagnese
- Riserva naturale Le Torraie - Monte Lesima", Brallo di Pregola

## Enogastronomia
L'Oltrepo Pavese si distingue per un'ampia varietà di ristoranti e agriturismi che offrono prodotti tipici della zona. Sicuramente i prodotti principali sono i già citati vini tipici. Altre specialità del territorio sono:
- Agnolotti pavesi, pasta ripiena di carne stufata, uno dei primi tipici dell'Oltrepò Pavese. La ricetta classica li vede conditi con lo stesso stufato usato per il ripieno.
- Brasadè di Staghiglione originari della frazione di Borgo Priolo, Staghiglione, sono ciambelline semi-dolci di pasta dura diffuse in tutto l'Oltrepo. Nel dialetto locale brasadè significa "braccialetti", per l'usanza delle venditrici ambulanti d'un tempo di portarne le sfilze appese alle braccia.
- Bollito misto, composto da carni miste, dal biancostato di bue, al codino di vitello, al ginocchietto alla testina di vitello. Spesso accompagnato da salsa verde o con la mostarda tipica di Voghera, oppure con i peperoni.
- Salame di Varzi, è uno dei prodotti gastronomici più conosciuti dell'Oltrepo Pavese, per la sua particolarità e il suo gusto tipico. Al taglio si presenta di un colore rosso vivo inframmezzato dal bianco del grasso. È un tipico insaccato di tutta la valle Staffora.
- Malfatti, una variante della tradizione culinaria lombarda, sono gnocchi oblunghi verdi fatti con pan grattato, biete cotte e uova, impastato il tutto, dopo bollitura in acqua salata si condiscono con sugo di funghi porcini oppure con pomodoro o basilico.
- Schita, è una frittella composta da acqua e farina, con l'aggiunta di uova nella versione detta "dei ricchi", fritta nello strutto o nell'olio. Si accompagna sia ai salumi locali sia con zucchero, marmellata o miele.
- Zafferano, già anticamente coltivato sulle colline di Mornico Losana, la coltivazione si sta espandendo anche in altre località quali il casteggiano e lo sperone di Stradella.
- Brüsadela, tipica di Romagnese, si tratta di un disco di pasta di pane, cotto in forno a legna in assenza di braci, la cui funzione in tempi antichi era quella di aiutare le massaie a capire la corretta temperatura del forno e di conseguenza sapere quanto tempo avrebbero dovuto lasciare cuocere il pane, inoltre forniva "pane" di pronto consumo per il pasto del mezzogiorno. Nella versione salata si sposa ai salumi o ai formaggi, mentre nella versione con lo zucchero in superficie diventa una golosa merenda.

## Marchio De.C.O.[28]
- Mostarda di Voghera, dal sapore particolare, è frutta candita intera e confezionata con l'aggiunta di sciroppo di zucchero e glucosio aromatizzato alla senape, che oltre a determinare la conservazione le conferisce caratteri olfattivi e gustativi peculiari.
- Peperone di Voghera, di colore giallo pallido in piena maturazione, dal gusto particolarmente dolce e intenso. Viene anche utilizzato nella preparazione del tipico risotto locale ed è tutelato dal marchio De. Co.
- Stracchino di Voghera, un dolce semifreddo che si presenta con un giusto equilibrio di morbidezza e consistenza offrendo al palato una piacevole alternanza di dolce dato dallo zabaglione e di amaro dato dal cacao.
- Zuppa di Voghera, dolce tipico prodotto e confezionato artigianalmente. Si tratta di un incrocio tra pan di Spagna e torta paradiso inzuppata e farcita con panna, crema e caffè, in seguito ricoperta da crema pasticciera e decorata con cioccolato. Da consumarsi fresco.[29]
- Torta di mandorle di Varzi, un dolce tipico, realizzato con mandorle di prima scelta coltivate nella zona.

### Musica e balli
La musica dell'Oltrepo pavese, compreso nell'area delle Quattro Province, è tradizionalmente eseguita con piffero dell'Appennino, müsa e fisarmonica. La müsa, una cornamusa appenninica a un solo bordone, è forse lo strumento più caratteristico e che attira le maggiori curiosità. Al giorno d'oggi vi sono solo un paio di costruttori e anche i suonatori sono rimasti in pochi. Lo strumento cadde in disuso a inizio del XX secolo, soppiantata dalla più moderna fisarmonica. Negli ultimi anni è ricomparsa ed è tornata ad accompagnare il piffero, unendosi addirittura alla fisarmonica. È possibile ascoltare i suonatori di questi strumenti alle feste da ballo nei paesi e nelle frazioni montane (o in quelli delle tre province limitrofe) o in alcuni festival folkloristici che si tengono in estate.
In occasione di sagre, feste del patrono, festival folkloristici, celebrazioni della Pasqua (Romagnese) o del Carnevale è possibile assistere all'esibizione degli strumenti tipici che eseguono musiche da ballo come la giga (a due o a quattro), la monferrina o l'alessandrina. In particolare il paese di Cegni ha conservato la tradizione del carnevale, con la storia della povera donna che deve sposare l'uomo brutto che viene rappresentata con la partecipazione di tutta la frazione e di molti turisti il sabato grasso e il 16 di agosto. Presente la tradizione del calendimaggio che nell'alta val Tidone prende il nome di galina grisa.

## Comuni
L'Oltrepò Pavese si compone attualmente dei seguenti 75 comuni: 
- Arena Po
- Bagnaria
- Barbianello
- Bastida Pancarana
- Borgo Priolo
- Borgoratto Mormorolo
- Bosnasco
- Brallo di Pregola
- Bressana Bottarone
- Broni
- Calvignano
- Campospinoso Albaredo
- Canneto Pavese
- Casanova Lonati
- Casatisma
- Casei Gerola
- Castana
- Casteggio
- Castelletto di Branduzzo
- Cecima
- Cervesina
- Cigognola
- Codevilla
- Colli Verdi
- Corana
- Cornale e Bastida
- Corvino San Quirico
- Fortunago
- Godiasco Salice Terme
- Golferenzo
- Lirio
- Lungavilla
- Menconico
- Mezzanino
- Montalto Pavese
- Montebello della Battaglia
- Montecalvo Versiggia
- Montescano
- Montesegale
- Montù Beccaria
- Mornico Losana
- Oliva Gessi
- Pancarana
- Pietra de' Giorgi
- Pinarolo Po
- Pizzale
- Ponte Nizza
- Portalbera
- Rea
- Redavalle
- Retorbido
- Rivanazzano Terme
- Robecco Pavese
- Rocca Susella
- Rocca de' Giorgi
- Romagnese
- Rovescala
- San Cipriano Po
- San Damiano al Colle
- Santa Giuletta
- Santa Margherita di Staffora
- Santa Maria della Versa
- Silvano Pietra
- Stradella
- Torrazza Coste
- Torricella Verzate
- Val di Nizza
- Varzi
- Verretto
- Verrua Po
- Voghera
- Volpara
- Zavattarello
- Zenevredo

### Ex comuni dell'Oltrepo pavese
Dodici comuni erano in origine parte dell'Oltrepò Pavese e sono passati all'Emilia-Romagna, alla Liguria o al Piemonte negli anni 1920:
- Bobbio, annesso alla provincia di Piacenza nel 1923
- Caminata, annesso alla provincia di Piacenza nel 1923
- Cerignale, annesso alla provincia di Piacenza nel 1923
- Corte Brugnatella, annesso alla provincia di Piacenza nel 1923
- Fascia, annesso alla provincia di Genova nel 1923
- Fontanigorda, annesso alla provincia di Genova nel 1923
- Gorreto, annesso alla provincia di Genova nel 1923
- Ottone, annesso alla provincia di Piacenza nel 1923
- Rondanina, annesso alla provincia di Genova nel 1923
- Rovegno, annesso alla provincia di Genova nel 1923
- Zerba, annesso alla provincia di Piacenza nel 1923
- Groppo, annesso alla provincia di Alessandria nel 1929

Nel periodo dal 1923 al 1925 furono staccati dall'Oltrepò Pavese e annessi alla provincia di Piacenza anche Romagnese, Ruino, Valverde e Zavattarello, ma che tornarono poi alla "Provincia Madre" pavese.

### Comunità Montana dell'Oltrepo Pavese
La Comunità montana dell'Oltrepo Pavese si estende nella fascia montana e nell'alta collina dell'Oltrepò, comprendendo la valle Staffora, la parte alta della val Tidone e la parte alta della Valle del Coppa e una piccola porzione in val Trebbia.
Dopo la riforma regionale del 2008, è costituita da 19 Comuni: Bagnaria, Borgo Priolo, Borgoratto Mormorolo, Brallo di Pregola, Cecima, Fortunago, Godiasco Salice Terme, Menconico, Montalto Pavese, Montesegale, Ponte Nizza, Rocca Susella, Romagnese, Ruino, Santa Margherita di Staffora, Val di Nizza, Valverde, Varzi, Zavattarello.